# Associació de Futbol de Malawi
L'Associació de Futbol de Malawi (anglès: Football Association of Malawi; FAM) és la institució que regeix el futbol a Malawi. Agrupa tots els clubs de futbol del país i es fa càrrec de l'organització de la Lliga malawiana de futbol i la Copa. També és titular de la Selecció de futbol de Malawi absoluta i les de les altres categories.
Va ser fundada el 1966.
- Afiliació a la FIFA: 1967
- Afiliació a la CAF: 1968